# Haldensteiner Calanda
Haldensteiner Calanda är en bergstopp i Schweiz.   Den ligger i distriktet Wahlkreis Sarganserland och kantonen Sankt Gallen, i den östra delen av landet, 150 km öster om huvudstaden Bern. Toppen på Haldensteiner Calanda är 2 806 meter över havet, eller 1 455 meter över den omgivande terrängen. Bredden vid basen är 14,5 km.
Terrängen runt Haldensteiner Calanda är huvudsakligen mycket bergig. Närmaste större samhälle är Chur, 7,5 km sydost om Haldensteiner Calanda. 
I omgivningarna runt Haldensteiner Calanda växer i huvudsak blandskog. Runt Haldensteiner Calanda är det tätbefolkat, med 613 invånare per kvadratkilometer.